# Can-Can (film)
Can-Can è un film del 1960 diretto da Walter Lang, tratto da un testo teatrale di Abe Burrows e prodotto dalla Twentieth Century Fox, con Frank Sinatra, Shirley MacLaine, Maurice Chevalier e Louis Jourdan.

## Trama
Simone Pistache, proprietaria di un locale notturno a Montmartre, organizza nel proprio locale lo spettacolo di can-can, ballo proibito, sotto la protezione del suo avvocato e amante François Durnais, il quale elargisce mazzette alla polizia. Un giovane giudice arrivato in città scova un modo per far chiudere il locale ma incappa in un imprevisto: si innamora infatti di Simone.